# Dong-o (métro d'Uijeongbu)
Pour l’article homonyme, voir Dongo.
Dong-o (en coréen 동오) est une station de la ligne U du métro d'Uijeongbu. Elle est située sur la Janggok-ro sur le territoire d'Uijeongbu, importante ville de la banlieue nord-ouest de la capitale Séoul, dans la province Gyeonggi en Corée du Sud.

## Situation sur le réseau

Plan du réseau (2023).

La station aérienne Dong-o, sur l'unique ligne (ligne U) du métro d'Uijeongbu, de type VAL, est située entre la station Uijeongbu Jungang, en direction du terminus ouest Balgok, et la station Saemal, en direction du terminus est Plateforme temporaire de dépôt de véhicules.

## Histoire
La station Dong-o est mise en service le 1er juillet 2012, lors de l'ouverture à l'exploitation des 11,1 km de l'unique ligne, dite ligne U, du métro d'Uijeongbu du type Véhicule automatique léger (VAL),.

## Services aux voyageurs

### Accès et accueil
La station est accessible sur la Janggok-ro par un escalier et un ascenseur et au nord, de l'autre côté de la voie d'eau par également un escalier et un ascenseur qui permettent de rejoindre la plateforme intermédiaire avec toilettes et automates pour l'achat des titres de transport. De cette plateforme, deux escaliers et deux ascenseurs permettent de rejoindre les deux quais de la station équipés de portes palières.

### Desserte
Dong-o est desservie de 5h à 24h, à une fréquence qui varie en fonction des périodes, par les rames automatiques du métro d'Uijeongbu.

Installations
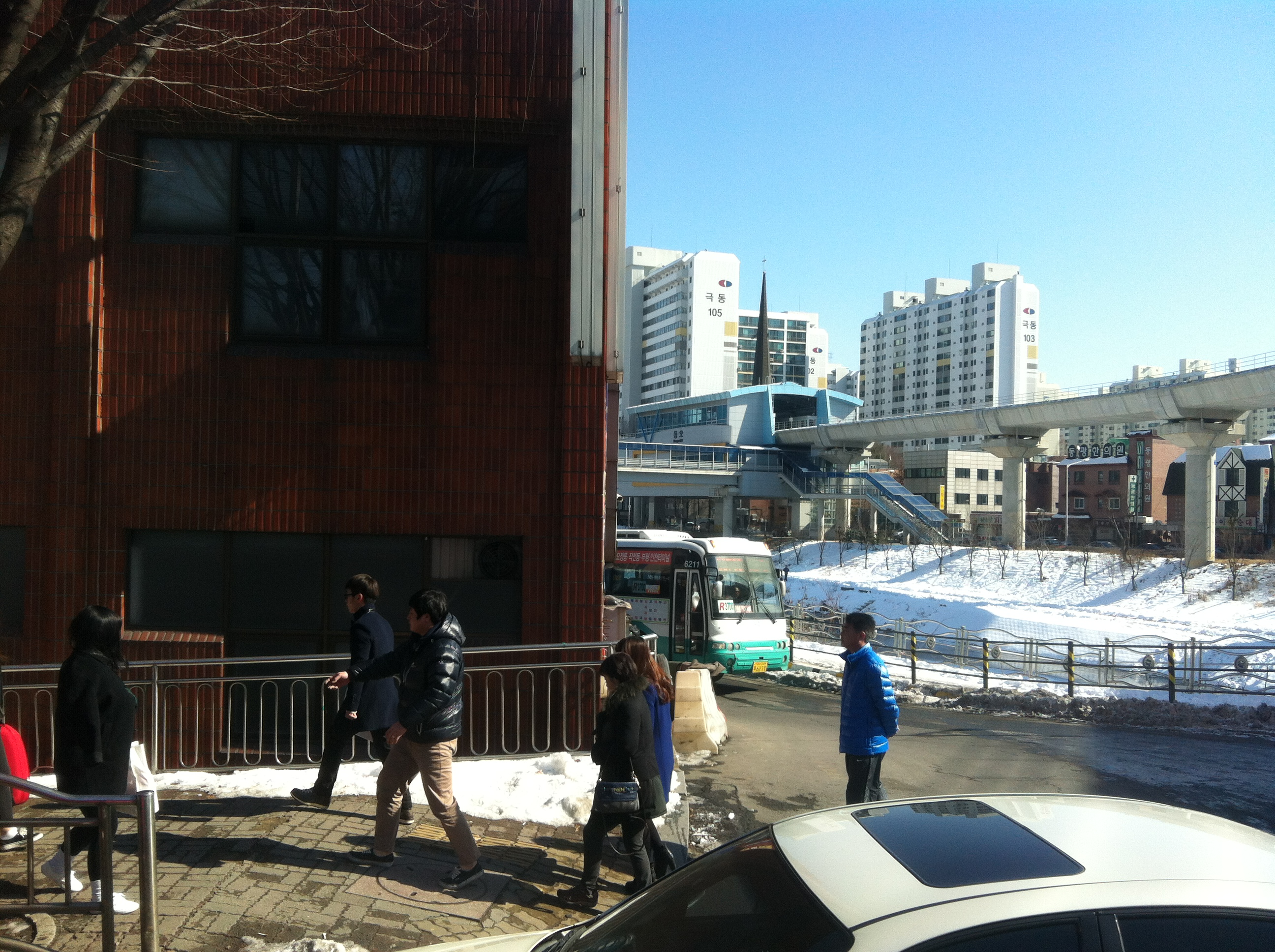
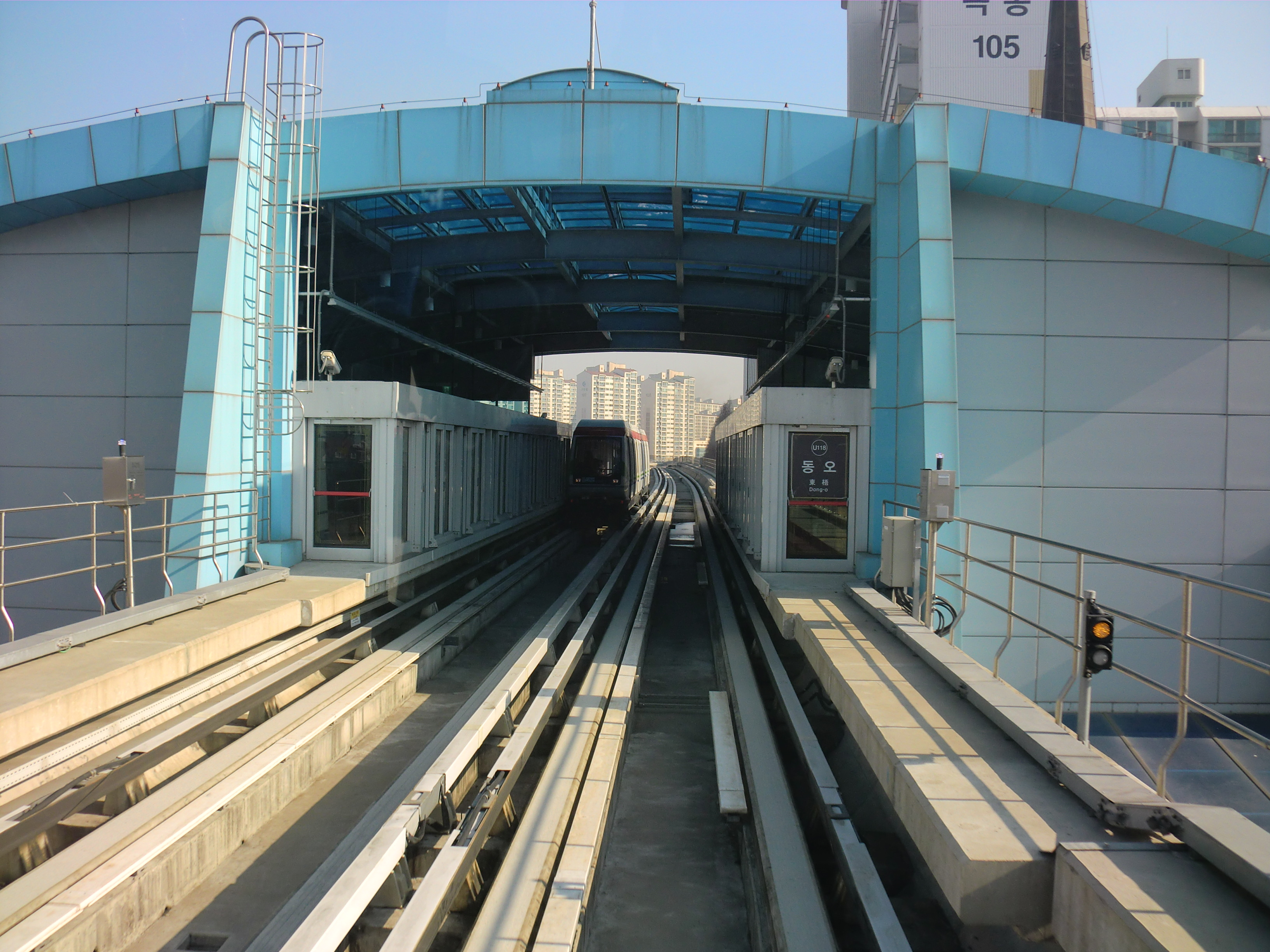
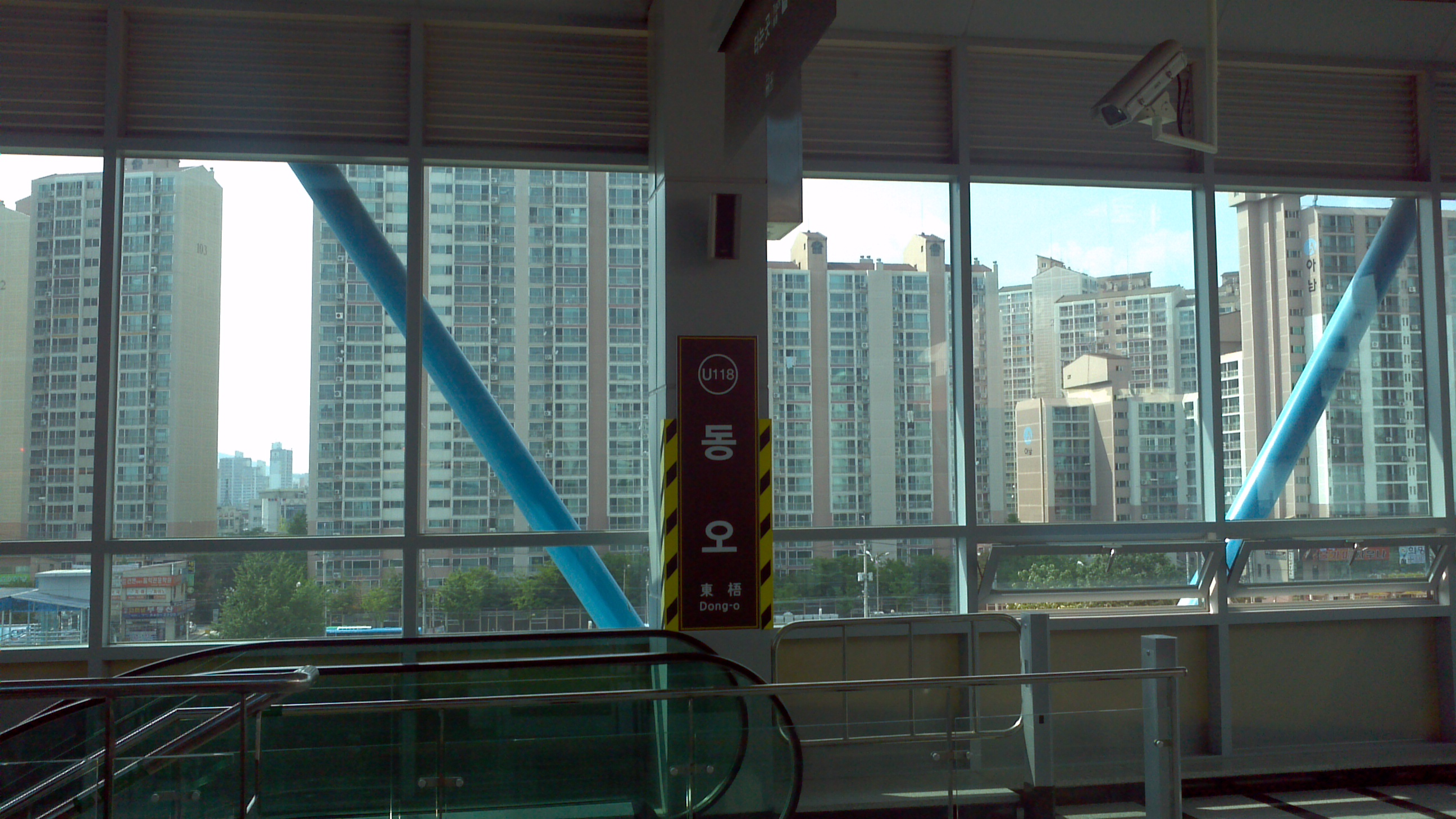

### Intermodalité
Des parcs pour les vélos sont installés près de l'escalier sur la voie Janggok-ro et de l'autre côté de la voie d'eau le deuxième escalier et le deuxième ascenseur permettent une liaison directe avec le terminal de bus d'Uijeongbu notamment desservi par les lignes : 1-1, 1-3, 11, 12, 118, 203-2, 296, 3001, 3100N, 3200, 3500 et 3600.